# 86-й отдельный гвардейский тяжёлый танковый полк
86-й отдельный гвардейский танковый Новозыбковский Краснознаменный ордена Суворова полк — воинское подразделение Вооружённых сил СССР в Великой Отечественной войне.
Сокращённое наименование — 86-й гв. оттп.

## Формирование и организация
Директивой ГШ КА № Орг/3/313962 от 20.10.1944 г. 193-й отд. танковый полк преобразован в 86-й гв. тяжелый танковый полк.
Сформирован по штату № 010/460:  полк состоял из четырех танковых рот (в каждой по 5 машин), роты автоматчиков, роты технического обеспечения, взвода управления, саперного и хозяйственного взводов и полкового медицинского пункта (ПМП).
Каждый полк должен был иметь 90 офицеров, 121 сержантского состава и 163 рядового состава. Всего - 374 человека личного состава и 21 танк ИС 2, включая танк командира, 3 английских БТР Универсал и 1 БА-64.

## Подчинение
В составе действующей Армии:
- с 03.12.1944 по 09.05.1945 года.

| Дата            | Фронт (округ)            | Армия | Корпус                    | Бригада | Примечания |
| --------------- | ------------------------ | ----- | ------------------------- | ------- | ---------- |
| 01.11.1944 года | Московский военный округ | -     |                           |         |            |
| 01.12.1944 года | 2-й Белорусский фронт    | -     | 8 механизированный корпус |         |            |
| 01.01.1945 года | 2-й Белорусский фронт    | -     | 8 механизированный корпус |         |            |
| 01.02.1945 года | 2-й Белорусский фронт    | -     | 8 механизированный корпус |         |            |
| 01.03.1945 года | 2-й Белорусский фронт    | -     | 8 механизированный корпус |         |            |
| 01.04.1945 года | 2-й Белорусский фронт    | -     | 8 механизированный корпус |         |            |
| 01.05.1945 года | 2-й Белорусский фронт    | -     | 8 механизированный корпус |         |            |

## Командный состав полка
Командиры полка
- Гниленко Павел Степанович,  гвардии полковник, на 01.1945, 02.1945, 03.1945 года[1]

Начальники штаба полка
Заместитель командира полка по строевой части
Заместитель командира полка по технической части
Заместитель командира по политической части

## Награды и наименование
| Награда                                | Дата                                                          | За что получена |
| -------------------------------------- | ------------------------------------------------------------- | --- |
| Почётное звание«Гвардейский»           | Директивой ГШКА № Орг/3/305512 от 13.02.1944                  | При формировании |
| Почетное наименование «Новозыбковский» | Приказ Верховного Главнокомандующего 2 октября 1943 года № 29 | Перешел по наследству от 193 отдельного танкового полка |
| Орден Красного Знамени                 | Указ Президиума ВС СССР                                       | Перешел по наследству от 193 отдельного танкового полка |
| Орден Суворова III степени             | Указ Президиума ВС СССР от 26.04.1945 года.                   | За образцовое выполнение заданий командования в боях с немецкими захватчиками при овладении городами Бытув и Косьцежина и проявленные при этом доблесть и мужество |

## Отличившиеся воины
| Награда | Ф.И.О                     | Должность      | Звание           | Дата награждения и номер документа награждении | Примечания |
| ------- | ------------------------- | -------------- | ---------------- | ---------------------------------------------- | ---------- |
|         | Федотов Михаил Алексеевич | командир танка | гвардии старшина | 29 июня 1945 года                              |            |